# Joanna Gołuńska
Joanna Irena Gołuńska (ur. 27 lipca 1979) – polska koszykarka, medalistka mistrzostw Polski.

## Osiągnięcia
Na podstawie, o ile nie zaznaczono inaczej.

### NCAA
- Mistrzyni turnieju konferencji Lone Star (LSC – 2003)
- MVP turnieju konferencji LSC (2003)
- Zaliczona do:
  - I składu North Division All-Academic (2003)
  - składu Commissioner's Honor Roll (2002)

### Drużynowe
- Mistrzyni Polski (1998, 1999)
- Awans do PLKK ze Startem Gdańsk (1995)[2]